# Relations entre la Géorgie et la Lituanie
Les relations entre la Géorgie et la Lituanie font référence aux relations bilatérales entre la Géorgie et la république de Lituanie.

## Historique

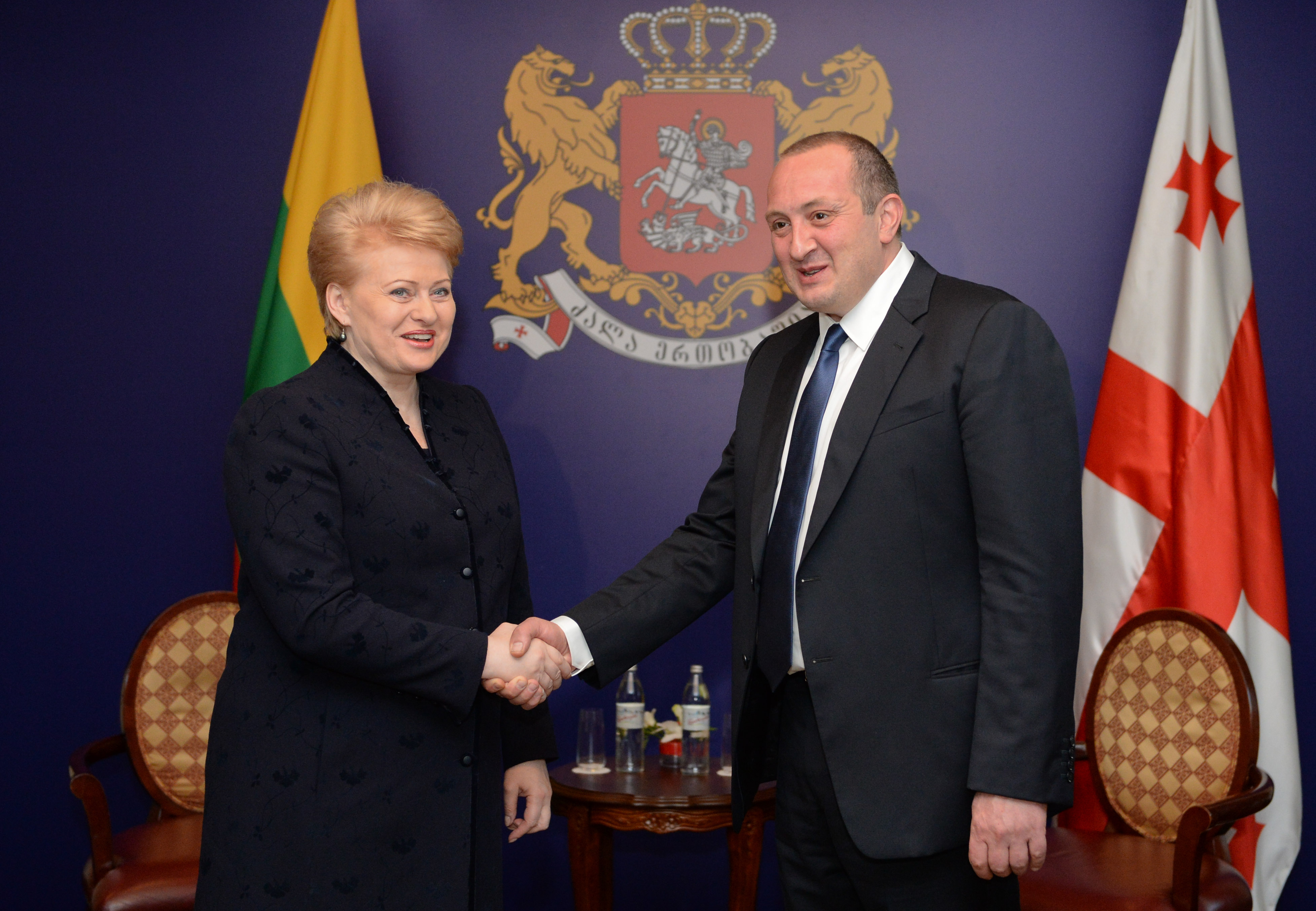
Le président géorgien Guiorgui Margvelachvili rencontre la présidente lituanienne Dalia Grybauskaitė en novembre 2013.

Les relations diplomatiques entre la Géorgie et la république de Lituanie sont établies le 16 septembre 1994.
Le 9 août 2018, la Lituanie introduit des restrictions migratoires pour les personnes inscrites sur la liste Otkhozoria-Tatunashvili, une liste de personnes que le Parlement géorgien considère comme ayant "violé les droits des citoyens géorgiens dans les régions géorgiennes occupées d'Abkhazie et de Tskhinvali".
En décembre 2020, le ministre lituanien des Affaires étrangères Linas Linkevičius appelle l'OTAN à coopérer plus étroitement avec la Géorgie et l'Ukraine et à maintenir la politique de la "porte ouverte".
Le 25 février 2021, en réponse à la détention de Nika Melia, les ministres des Affaires étrangères d'Estonie, de Lettonie et de Lituanie publient une déclaration commune exprimant "de sérieuses inquiétudes quant à l'évolution de la situation politique en Géorgie" et exhortant "toutes les forces politiques à agir avec retenue, à désamorcer la situation et à chercher une solution constructive". Le président lituanien Gitanas Nausėda propose d'agir en tant que médiateur pour résoudre la situation,.